# عیسی ۱۴۸۵
سیارک ۱۴۸۵ (به انگلیسی: 1485 Isa، نامگذاری:1938OB) هزار و چهارصد و هشتاد و پنجمین سیارک کشف شده‌است که در ۲۸ ژوئیه ۱۹۳۸ و در هایدلبرگ کشف شد.
قدر مطلق سیارک برابر ۱۱٫۴۰ است.